# Ceroplesis scorteccii
Ceroplesis scorteccii là một loài bọ cánh cứng trong họ Cerambycidae.